# Carl Herold

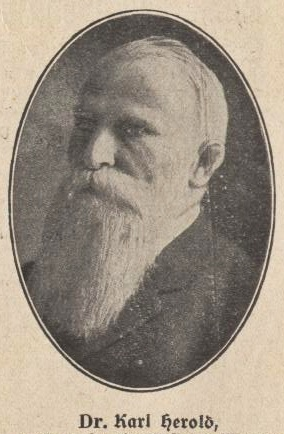
Carl Herold

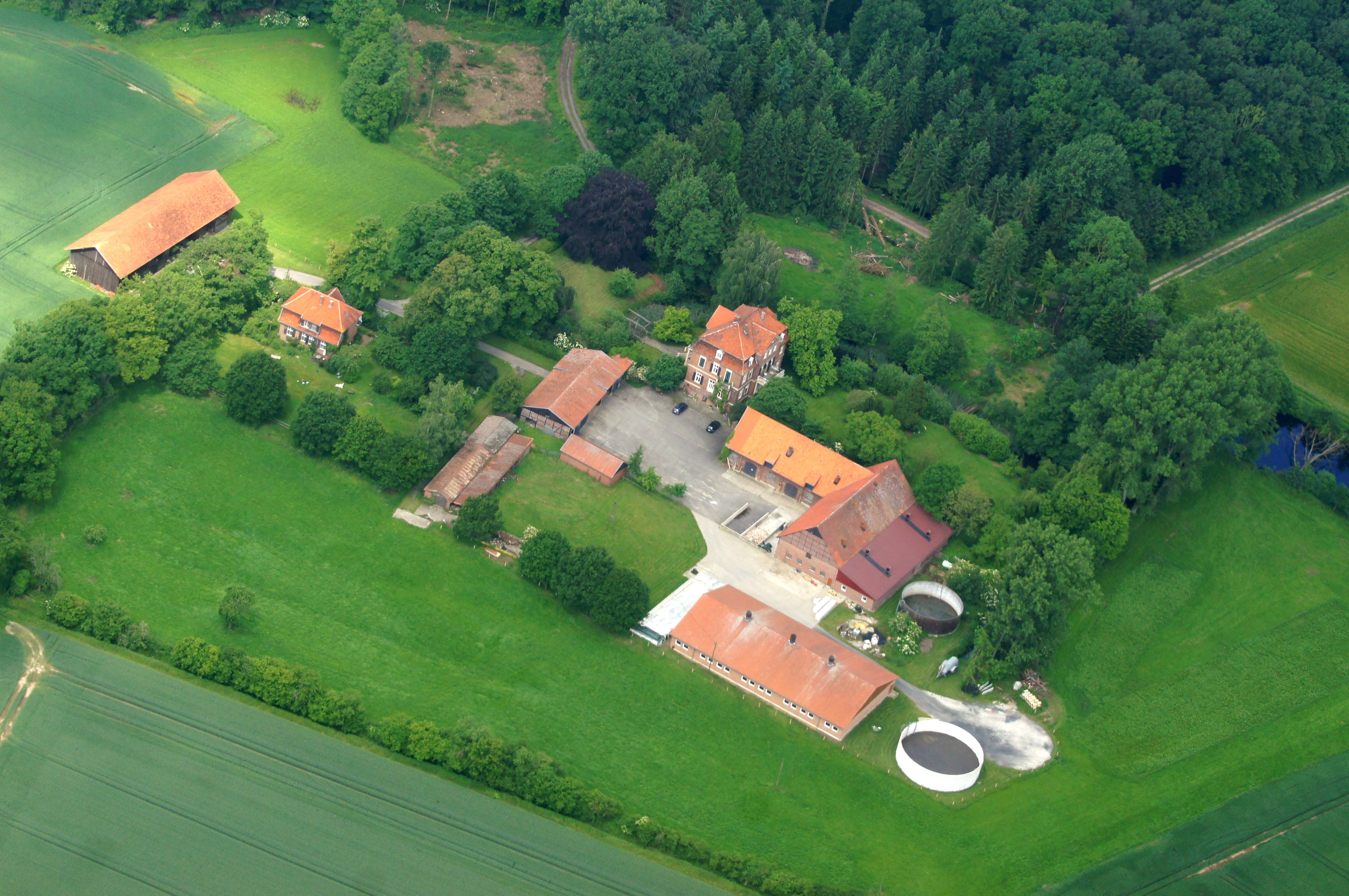
Haus Lövelingloh bei Münster

Carl Herold, auch Karl Herold (* 20. Juli 1848 in Loevelingloh, Landkreis Münster; † 13. Januar 1931 in Münster) war ein deutscher Politiker des Zentrums.

## Leben und Beruf
Carl Herold war Sohn von Ferdinand Herold, der erster Professor für pharmazeutische Botanik an der Alten Universität in Münster und durch Einheirat Besitzer des Gutes Haus Lövelingloh im Kreis Münster geworden war.
Nach dem Abitur auf dem Gymnasium Paulinum in Münster studierte Carl zunächst 1867/68 an der Universität Halle, absolvierte dann aber eine landwirtschaftliche Ausbildung. 1870 übernahm und bewirtschaftete er das väterliche Gut.
Er war Direktor des landwirtschaftlichen Hauptverbandes für den Regierungsbezirk Münster und gehörte er dem Vorstand der Landwirtschaftskammer für Westfalen, des Westfälischen Bauernvereins sowie des Bundes für ländliche Wohlfahrtspflege an. Außerdem war Herold Vorsitzender der Prüfungskommission für landwirtschaftliche Maschinen und Geräte in Westfalen. Direktor des Meiereiverbandes für Westfalen und Lippe. Daneben saß er im Aufsichtsrat der ländlichen Centralkasse und des Verbandes ländlicher Genossenschaften. Insgesamt gilt Herold als Nachfolger von Burghard von Schorlemer-Alst als Interessenvertreter der westfälischen Landwirtschaft. Er hatte aber auch Beziehungen zum sozialpolitischen Flügel des katholischen Milieus und gehörte daher dem Volksverein für das katholische Deutschland an. Bereits dessen Vorgängerorganisation „Arbeiterwohl“ gehörte Herold an und saß im Beirat der Zentralstelle für Volkswohlfahrt. Gleichwohl gilt Herold, der 1909 auch Präsident des Deutschen Katholikentages war, als persönlich konservativ. 1912 beteiligte er sich an der Gründung der Baumwollspinnerei Bartmann & Sohn GmbH in Wegberg.
Anlässlich seines 80. Geburtstages wurde er im Juli 1928 zum Ehrendoktor der Westfälischen Wilhelms-Universität ernannt. Den Festgottesdienst im Paulusdom zelebrierte Joseph Mausbach. Anschließend fand ein Festakt im Rathaussaal statt, bei dem Bischof Johannes Poggenburg, Verkehrsminister Theodor von Guérard, Oberpräsident Johannes Gronowski, Reichskanzler a. D. Wilhelm Marx, der Vizepräsident des preußischen Landtages Felix Porsch und Freiherr von Oer Ansprachen hielten. Das Festessen fand im Hotel Der Fürstenhof an der Ludgerikirche statt, die Kaffeetafel auf Schloss Boniburg.
Er war Ehrenmitglied der katholischen Studentenverbindung KStV Tuiskonia Münster im KV.
Er starb in der Raphaelsklinik Münster an den Folgen einer Grippeerkrankung.

## Partei
Herold war Mitglied des Zentrums und ab 1906 Vorsitzender des Provinzialverbandes Westfalen. Auch in der Partei war er in erster Linie Vertreter ländlicher Interessen, war aber unter den Bauern zeitweise allerdings umstritten. So wurde er zur Reichstagswahl 1924 nicht von den Bauern des Münsterlandes, sondern von einem überwiegend industriell geprägten Wahlkreis in Südwestfalen aufgestellt.
Im preußischen Abgeordnetenhaus setzte er sich für eine Wahlrechtsreform ein: „Wir verlangen eine durchgreifende, einschneidende Änderung des Wahlrechts, die unter allen Umständen auch das geheime Wahlrecht sichert. Und wir wollen das geheime Wahlrecht nicht nur für die Landtagswahlen, wir wollen es auch für die Kommunalwahlen eingeführt haben.“
Die Zentrumspartei ehrte ihn durch die Ernennung zum Ehrenvorsitzenden.

## Abgeordneter
Herold war mehrere Jahrzehnte Mitglied des Kreistages im Landkreis Münster und gehörte auch dem dortigen Kreisausschuss an. Außerdem war er Mitglied des Provinziallandtages der Provinz Westfalen. 1928 war er Alterspräsident des 73. Westfälischen Provinziallandtages. Von 1890 bis 1918 gehörte er dem Preußischen Abgeordnetenhaus an, wo er stellvertretender Vorsitzender der Zentrumsfraktion war. Er vertrat als Abgeordneter den Wahlkreis Münster 2 (Steinfurt – Ahaus). Ab 1919 war er bis zu seinem Tode Landtagsabgeordneter in Preußen. Dort war er Fraktionsvorsitzender.
Von 1898 bis 1918 gehörte Herold dem Reichstag des Kaiserreiches an. Zunächst vertrat er dort als Nachfolger von Richard Müller den Reichstagswahlkreis Regierungsbezirk Kassel 7 (Fulda-Gersfeld-Schlüchtern), ab 1903 als Nachfolger von Carl Timmerman den Wahlkreis Tecklenburg-Steinfurt-Ahaus. Da Herold als Vertreter der agrarischen Interessen innerhalb des Zentrums galt, wurde gegen ihn bei der Reichstagswahl 1903 von Seiten des industriellen Flügels innerhalb der Zentrumspartei der Kaufmann Wilhelm Sträter als Gegenkandidat nominiert. 1919/20 war er Mitglied der Weimarer Nationalversammlung. Anschließend war er bis zu seinem Tode erneut Reichstagsabgeordneter. Er eröffnete die fünfte Legislaturperiode des Reichstages 1930 als Alterspräsident.
Die Zentrumsfraktion des preußischen Landtages ernannte ihn 1928 zum Ehrenvorsitzenden. Auch die Zentrumsfraktion des Reichstages ernannte ihn zum Ehrenvorsitzenden.

## Familie
Carl Herold war verheiratet mit Maria Kinscherf, die am 8. Dezember 1906 im Alter von 48 Jahren im St. Hedwig-Krankenhaus in Berlin verstarb. Seine Tochter Maria starb am 15. April 1909 im Alter von 18 Jahren. Seine Schwester Clara starb am 15. April 1913 im Clemenshospital Münster. Seine Schwester Maria war mit Joseph Freusberg verheiratet. Sein Bruder Josef starb 1922 in Münster. Sein Bruder Hugo war promovierter Pharmazeut und besaß die Löwen-Apotheke in Ludwigshafen. Sein Sohn Ferdinand Herold war promovierter Jurist und 1920 bis zu seinem vorzeitigen Tod am 31. Oktober 1935 Mitgeschäftsführer der Feinspinnerei Bartmann & Sohn.